# Denis Mukwege
Denis Mukwege (nascut l'1 de març de 1955) és un metge ginecòleg congolès. Va fundar i treballar en el Panzi Hospital a Bukavu, on es va especialitzar en el tractament de dones violades col·lectivament pels exèrcits rebels. Mukwege va esdevenir el millor especialista del món en reparar els danys físics interiors de les dones violades.
Mukwege ha denunciat les terribles condicions en què arribaven les dones violades per grups d'homes en situacions com les de la Segona Guerra Civil del Congo. L'any 2014, Mukwege va rebre el premi Sakhàrov (Sakharov Prize) que atorga la Unió Europea. L'any 2018 va guanyar el Premi Nobel de la Pau juntament amb Nadia Murad.

## Biografia

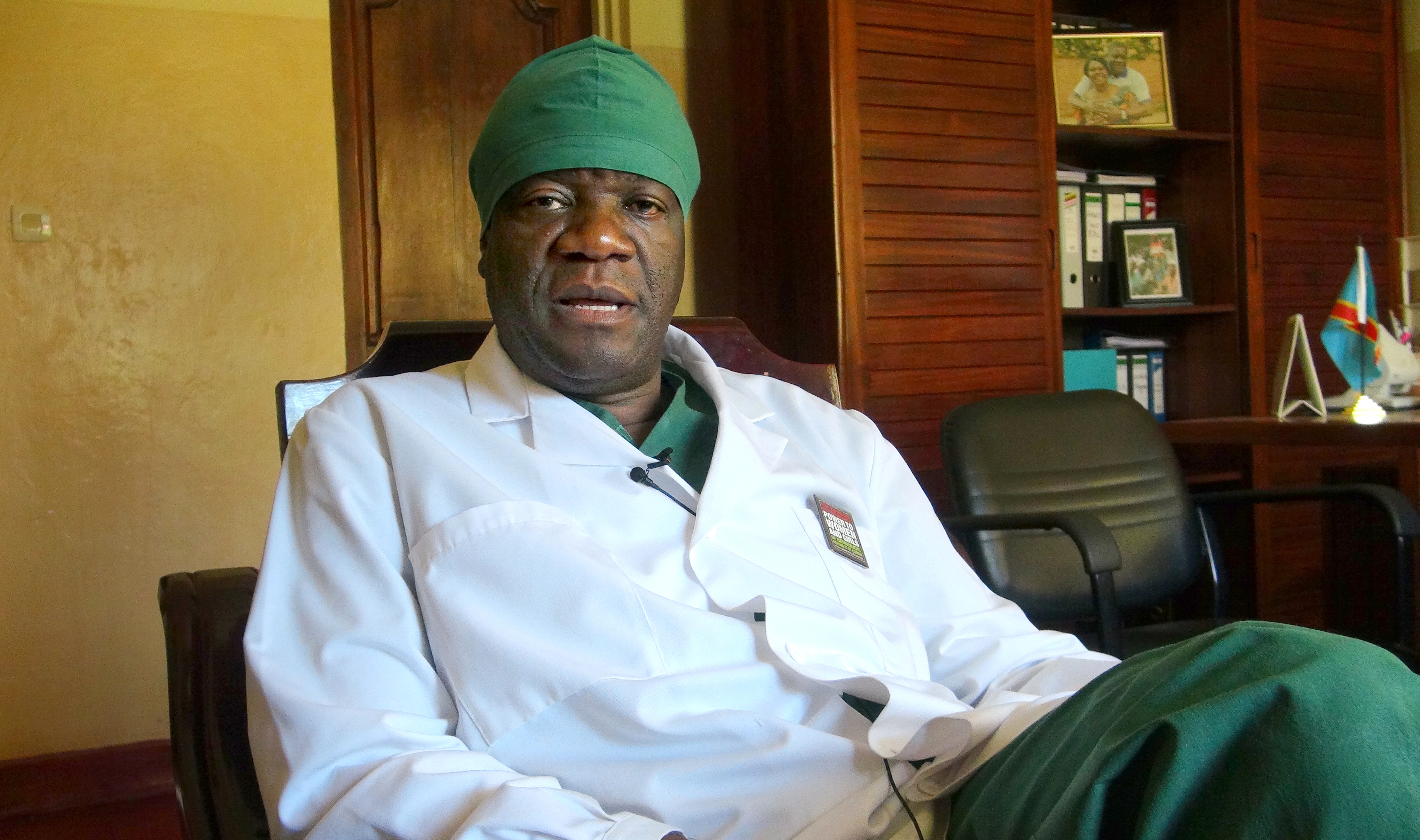
Mukwege a la seva oficina a Panzi.

Mukwege era el tercer dels nou fills d'un clergue Pentecostal. Va estudiar medicina perquè volia guarir les persones malaltes per les que el seu pare pregava i va treballar primer en un hospital rural, després estudia ginecologia a França a la Universitat d'Angers.
El setembre de 2012, Mukwege va fer un discurs a les Nacions Unides on condemnà la impunitat de les violacions en massa ocorregudes a la República Democràtica del Congo, i va criticar el govern congolès i els dels altres països per no haver fet prou per aturar una guerra injusta que usava la violència contra les dones com una estratègia de guerra.
El 25 d'octubre de 2012, quatre homes armats atacaren la seva residència quan ell no hi era i fan prendre la seva filla com a ostatge i maldaren per assassinar-lo sense aconseguir-ho. Després d'això, Mukwege es va exiliar a Europa.
Tornà a Bukavu el 14 de gener de 2013.